# Peter Wachler
Peter Wachler (* 8. Dezember 1978 in Schwabmünchen) ist ein bayerischer Politiker der CSU. Er gehört seit Oktober 2023 dem Bayerischen Landtag an.

## Leben
Nach dem Abitur im Jahr 1999 studierte Wachler bis 2003 an der Hochschule für den öffentlichen Dienst in Bayern. Von Oktober 2003 bis April 2014 war er Beschäftigter der Stadt Augsburg, abgeordnet an das Jobcenter Augsburg Stadt.

## Politische Karriere
Im Jahr 2014 gewann Wachler als noch parteiloser Kandidat die Stichwahl um das Amt des Bürgermeisters in Markt Wald. Im gleichen Jahr wurde er Mitglied der CSU. Seit 2020 ist er Kreistagsmitglied im Landkreis Unterallgäu und stellvertretender Kreisvorsitzender der CSU Unterallgäu.
Nachdem der Landtagsabgeordnete des Stimmkreises Kaufbeuren Franz Josef Pschierer, im September 2022 von der CSU zur FDP wechselte, bewarben sich vier Kandidaten um die Direktkandidatur der CSU in diesem Stimmkreis. Wachler setzte sich hier in der Stichwahl durch. Bei der Landtagswahl 2023 konnte er als Direktkandidat mit einem Ergebnis von 33,9 % in den Landtag einziehen.